# Reguengo - Vale da Pedra - Pontével
Reguengo - Vale da Pedra - Pontével (port: Apeadeiro de Reguengo - Vale da Pedra - Pontével) – przystanek kolejowy w Cartaxo, w dystrykcie Santarém, w Portugalii. Jest obsługiwany wyłącznie przez pociągi regionalne. Nazwa przystanku odnosi się do miejscowości, które obsługuje: Ponte do Reguengo, Pontével i Vale da Pedra.

## Historia
Odcinek między Virtudes i Ponte de Santana został otwarty w dniu 28 kwietnia 1858. W tym samym czasie otwarto przystanek kolejowy.

## Linie kolejowe
- Linha do Norte